# Maladera sordida
Maladera sordida är en skalbaggsart som beskrevs av Brenske 1898. Maladera sordida ingår i släktet Maladera och familjen Melolonthidae. Inga underarter finns listade i Catalogue of Life.